# Daniel Navarrete
Daniel A. Navarrete (ur. 6 stycznia 1963) – argentyński zapaśnik. Dwukrotny olimpijczyk. Odpadł w eliminacjach na turnieju w Los Angeles 1984 i Seulu 1988. Walczył w obu stylach zapaśniczych.
Wicemistrz igrzysk panamerykańskich w 1991 i mistrzostw panamerykańskich w 1988. Triumfator igrzysk Ameryki Południowej w 1982, 1986 i 1994. Mistrz Ameryki Południowej w 1983 i 1990 roku.